# عزیز شهنازی
عزیز شهنازی عاشیق  اهل ایران است.
عزیز رامش، مشهور به عزیز شهنازی، در سال ۱۳۰۸ خورشیدی در گنجه از پدر و مادری ایرانی زاده شد. وی تا کلاس پنجم ابتدایی در آنجا تحصیل کرد. در سال ۱۳۱۷ به ایران بازگشت و در روستای زادگاه پدریش، مزرعه جهانگیر در منطقه قره داغ، مستّقر شد. در اوایل جوانی، به مدت دو سال، نزد عاشیق اسد مسکین هنر عاشیقی و سخنوری را فرا گرفت. عاشیق شهنازی از سال ۱۳۴۸ در تبریز مقیم بود. او در ۱۷ تیر سال ۱۳۷۴ چشم از جهان فروبست.

## نمونه‌ سروده
سروده‌های عاشیق عزیز از کارهای برجسته عاشیقی بشمار می‌رود. آنها مشتمل بر موضوعاتی مذهبی، ملی، تاریخی، اجتماعی، حماسی، انقلابی و اخلاقی هستند. برای نمونه، یکی از سروده های این عاشیق را می‌آوریم. در این اثر، عاشیق عزیز شهنازی در ضمن شکوه گلایه از کسانی که «عاشیق» را مورد ایذاء و اذیت قرار می‌دهند، به توصیف و تحلیل شخصیت عاشیق می‌پردازد:
| سؤیله گناهینی، بیلک قارداشیم        |  | گناهت را بگو ما هم بدانیم، برادر            |
| چاپیپ تالاییبدی هارانی عاشیق        |  | عاشق کجا را غارت کرده‌است؟                   |
| سورویدو قانینی هانس کاسیبین         |  | خون کدام فقیر و بیچاره را مکیده             |
| ووروبدو دئه کیمه یارانی عاشیق؟      |  | و چه کسی را مجروح ساخته‌است؟                 |
| آلماییب ظولم آیه مالین فقیرین       |  | مال هیچ فقیری را به ظلم نگرفته              |
| توتماییب اوزوگه نین پیر پارچا یئرین |  | زمین هیچکسی را غصب نکرده‌است                 |
| اولدوروب آتاسین هانسی صغیرین        |  | پدر کدام صغیر را کشته                       |
| گئیدیریب أینینه قارانی عاشیق؟       |  | و سیاه پوشش کرده‌است؟                        |
| «عزیز» سازلا- سؤزی ائله ییب پئشه    |  | «عزیز» ساز و صحبت را پیشه خود کرده‌است       |
| اؤردک سیزگؤل اولماز، اصلان سیز مئشه |  | برکه بی اردک و جنگل بدون شیر نمی‌شود         |
| فیکری بودور، اولا شادلیق همیشه      |  | فکر عاشیق همیشه این است که همیشه شادی باشد  |
| سؤزگزد پریب وورماز آرانی عاشیق      |  | او هیچوقت سخن چینی نکرده «دوبهم زنی» نمی‌کند |

## اطلاعات بیشتر
- دفتر اوّل دیوان اشعار استاد عاشیق عزیز شهنازی با نام بوتورپاقلی‌یام (از این خاکم)[۷] در سال ۱۳۶۹ در تبریز به چاپ رسیده‌است.
- وطن اوغلویام‌[۸] مجموعه دیگری از سروده‌های عاشیق عزیز است که به کوشش موسی رامش منتشر شده‌است.
- منتخبی از سروده‌های آشیق عزیز در کتاب بیر قوجاق سئوگی،[۹] بعنوان نمونه آثار شعرای برجستهٔ قره داغ، چاپ شده‌اند.
- مشاعره (دییشمه) عاشیق عزیز شهنازی و عاشیق قشم[۱۰] به مناسبت افتتاح صدا و سیمای مرکز ارومیه در سال ۱۳۴۷ معروف است. در طی این مشاعره، عاشق عزیز توان خود را در سرایش «دوداق دیمز» (نوعی شعر که که در تمامی آن ابیات از واج‌های «غیر لبی» استفاده می‌شود) به نمایش می‌گذارد. فریدون شیرازی نمونه‌ای از این نوع ساخته‌های عزیز شهنازی را ذکر کرده‌است.[۱۱]
- معروفترین شاگرد عزیز شهنازی عاشیق رسول قربانی است.[۱۲][۱۳]
- رحیم نظری، عضو هیئت مؤسسین انجمن صنفی ایفاگران موسیقی استان آذربایجان شرقی، و عاشیق حسن اسکندری از دیگر شاگردان برجسته عاشیق عزیز شهنازی هستند.[۱۴][۱۵]